# Casse-tête chinois
Casse-tête chinois je francouzský hraný film z roku 2013, který režíroval Cédric Klapisch podle vlastního scénáře. Jedná se o poslední díl trilogie o skupině bývalých studentů programu Erasmus: Erasmus a spol. a Erasmus 2. Snímek měl světovou premiéru na filmovém frankofonním festivalu v Angoulême dne 23. srpna 2013.

## Děj
Xavierovi je 39 let a stále je pro něj těžké dospět a najít si pevné místo v životě. Jeho spisovatelská kariéra nepostupuje. Má dvě děti s Wendy, se kterou se seznámil na studijním pobytu v Barceloně. Když ho Wendy opustí a přestěhuje se s dětmi do New Yorku, rozhodne se je tam následovat, protože nechce, aby jeho děti vyrůstaly bez něj. Zatímco Wendy žije na Manhattanu se svým novým partnerem, Američanem Johnem, v luxusním bytě s výhledem na Central Park, Xavier zpočátku bydlí u své lesbické kamarádky Isabelle a její partnerky Ju v Brooklynu. Isabelle, která pracuje na Wall Street a zoufale si přála dítě s Ju, předtím požádala Xaviera o darování spermatu. Xavier souhlasil a Isabelle je teď těhotná.
Xavier těžko hledá vlastní byt, který potřebuje, aby u něj mohly pobývat jeho děti. Ju mu pronajme svůj starý byt v čínské čtvrti. Aby získal povolení k pobytu a práci, rozhodne se na radu svého právníka a po přátelském rozvodu s Wendy vstoupit do fingovaného manželství s čínskou Američankou Nancy, jejíž příbuzné zachránil před násilným řidičem kamionu během jízdy taxíkem.
Když se Xavier shledá se svou první láskou a bývalou přítelkyní Martine, která je na služební cestě v New Yorku a později ho navštíví s jejími dvěma dětmi během školních prázdnin, znovu vzplanou staré city a skončí spolu v posteli. Stejně jako název knihy, kterou píše, je jeho život jako složitá hádanka, kterou je těžké vyřešit. Na jeho cestě ho doprovázejí vize Arthura Schopenhauera a Georga Wilhelma Friedricha Hegela.
Když Xaviera navštíví úředníci imigračního úřadu, podaří se mu s Nancy udržet fasádu účelového sňatku.
Martine se se svými dětmi vrací do Paříže. Xavier ji žádá, aby zůstala a bydlela s ním. Na pouličním průvodu v čínské čtvrti se později, stejně jako Isabelle a Ju, procházejí ulicí společně se svými dětmi.

## Obsazení
| Romain Duris        | Xavier                    |
| Audrey Tautou       | Martine                   |
| Cécile de France    | Isabelle                  |
| Kelly Reillyová     | Wendy                     |
| Sandrine Holt       | Ju                        |
| Flore Bonaventura   | chůva Isabelle            |
| Jochen Hägele       | Schopenhauer / Hegel      |
| Benoît Jacquot      | Xavierův otec             |
| Martine Demaret     | Xavierova matka           |
| Li Jun Li           | Nancy                     |
| Sharrieff Pugh      | Ray                       |
| Peter McRobbie      | úředník imigračního úřadu |
| Jason Kravits       | advokát Xaviera           |
| Byron Jennings      | advokát Wendy             |
| Peter Hermann       | John                      |
| Vanessa Guide       | zdravotní sestra          |
| Dominique Besnehard | vydavatel                 |
| Zinedine Soualem    | pan Boubakeur             |
| Kyan Khojandi       | Antoine Garceau           |
| Cédric Klapisch     | fotograf                  |